# 弗兰克·史密斯
弗兰克·史密斯（英語：Frank Smith，1886年2月28日—1954年10月29日），澳大利亚男子橄榄球运动员。他曾代表澳大拉西亚代表队参加1908年夏季奥林匹克运动会橄榄球比赛，获得一枚金牌。